# 王金龙 (通信工程专家)
王金龙（1963年3月—），男，中国短波通信专家，中国人民解放军陆军工程大学教授，中国人民解放军少将，曾任中国人民解放军理工大学校长。

## 荣誉
2019年当选为中国科学院院士。